# Villa Madero (Buenos Aires)
Villa Madero (también llamada Ciudad de Villa Madero o Ciudad Madero) es una ciudad del partido de La Matanza, en la provincia de Buenos Aires, Argentina. Se encuentra totalmente en el Gran Buenos Aires.
Limita con la Ciudad Autónoma de Buenos Aires y las localidades matanceras de La Tablada, Tapiales y Ciudad Celina.

## Comunicaciones
Se comunica con la ciudad de Buenos Aires y el resto del Gran Buenos Aires, a través de la Avenida General Paz, la Autopista Riccheri (Ruta Nacional A002), el servicio ferroviario de la Línea Belgrano Sur, la Avenida Boulogne Sur Mer, la Avenida San Martín y la Avenida Int. Esteban Crovara, cuya continuación en Capital Federal es Av. Eva Perón. (Ex Av. del Trabajo)

## Población
Según el último censo, cuenta con 132 905 habitantes (Indec, 2010), siendo la 9.º localidad más poblada del partido.

## Historia
Las tierras que hoy conforman la localidad de Ciudad Madero, fueron dominio de los querandíes. Este pueblo seminómada, belicoso y de gran contextura física, habitó esta zona hasta poco después de la llegada de los españoles, quienes por orden real dividieron las tierras conquistadas, y se las repartieron entre ellos. Fue así que en 1615, Hernando Arias de Saavedra, le entrega una chacra de 600 varas de frente por una legua de fondo al conquistador Pedro Gutiérrez, quien sería el primer “dueño” de la zona.
Luego de casi dos siglos de transferencias, sucesiones, y ventas, en 1775 la chacra paso a manos de Martín José de Altolaguirre, quien, además de anexar terrenos linderos que ampliaron la propiedad, manda construir tapias de tierra y plantas de cactus, para dividir el campo en establos y potreros (en aquellas épocas no existía el alambrado). Esta innovación, hizo que se empezara a conocer a estas tierras como “los Tapiales de Altolaguirre”.
En octubre de 1808, Altolaguirre vende su propiedad al matrimonio compuesto por Francisco Ramos Mejía y María Antonia Segurola, de quienes, tras su muerte, heredan la propiedad sus 4 hijos vivos. Son ellos lo que, al dividir la chacra en 4 propiedades de menor extensión, inician un proceso de loteo que daría origen a las distintas localidades del partido de La Matanza.
El lote número 2, quedó en manos de Marta Ramos Mejía, casada con Francisco Bernabé Madero, vicepresidente de la Nación Argentina bajo la primera presidencia de Julio A. Roca y fundador de la ciudad de Maipú.
Llegamos a 1880 y la Argentina vivía una transformación institucional y económica: la ciudad se modernizaba, y el matadero municipal debía trasladarse a zonas más alejadas. Si bien no se sabe con certeza quien dio la idea de su nueva ubicación, lo más probable es que el mismo vicepresidente, indicara como potable, las tierras “de Liniers”, lugar en donde, hasta el día de hoy, se encuentra el matadero. Esta mudanza trajo aparejada la instalación de fábricas de sebo y derivados, que, abandonando su antigua ubicación, se instalan en la zona atrayendo a los primeros vecinos, quienes aprovechaban los numerosos loteos (la inmigración planificada por el gobierno atraía cada vez más extranjeros, y la escasez de vivienda era notoria) y construían las primeras viviendas. Así se fueron formando varias de las poblaciones de la periferia. Una de ellas, “Villa Las Fábricas”, comenzó a formarse entre 1896 y 1900. Censos de principio de siglo XX ya mencionan a esta pujante población. Para 1905 la población era tan numerosa, que es necesario inaugurar una escuela sobre la calle Pedernera, la número 9.
Otra característica de esta nueva etapa del país era la llegada del ferrocarril, medio de transporte que fundaba pueblos por donde pasaba. Uno de estos fue “Villa Circunvalación”, pequeño poblado que se origina gracias al loteo (1908 aproximadamente) que la empresa inmobiliaria “La Franco Argentina” (dueña también del ferrocarril, y de la cual la familia Madero y Ramos Mejia poseía acciones) había realizado junto a la estación (que en ese momento se llamaba Estación Boulevard Circunvalación), y que distaba a dos cuadras de Villa las Fábricas. Estas dos poblaciones fueron creciendo, logrando unificarse en un solo poblado que, recién en 1913, con el cambio de nombre de la estación férrea, se comienza a conocer como “Villa Madero”. “Villa Madero”, hace pocos años se comenzó a conocer más como "Ciudad Madero" debido al aumento de población.

### Un busto para recordar
El 9 de julio de 2015, el artista plástico-escultor local Gerardo Damián Sánchez, realizó y donó al pueblo de Villa Madero un busto que recuerda a Francisco Bernabé Madero, el mismo fue declarado de interés cultural por la Secretaría de Cultura y Educación de la Matanza y aceptado e incorporado al patrimonio municipal de dicha localidad por el Honorable Concejo de Deliberante de la Matanza. Se encuentra ubicado en frente de la estación de ferrocarriles de dicha localidad, en la calle Pedro de Mendoza al 1400, el cual es el segundo en la provincia, ya que el primero se encuentra en el partido de Maipú. 
Dicho busto conlleva a un acto de reafirmación histórica y cultural, provocando que tanto los pobladores como las autoridades entiendan que un nombre no es una simple palabra.
El 22 de noviembre de 2016, Villa Madero cumplió 40 años como ciudad.

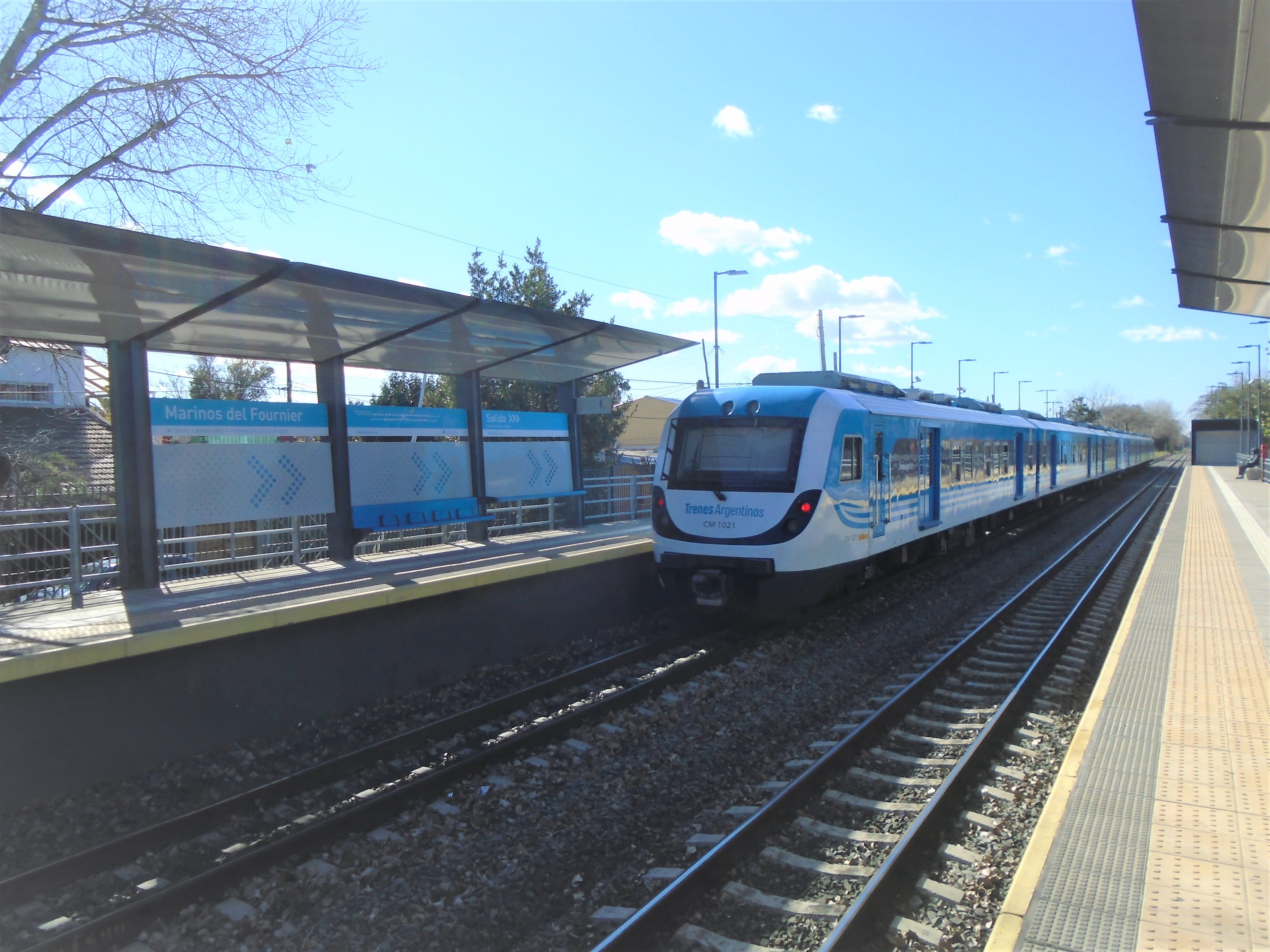
Estación Marinos del Fournier, del Ferrocarril Belgrano Sur.

## Estaciones de ferrocarril
- Marinos del Fournier - Línea Belgrano Sur
- Villa Madero - Línea Belgrano Sur

## Parroquias de la Iglesia católica en Villa Madero
| Diócesis   | San Justo |
| ---------- | --- |
| Parroquias | Nuestra Señora de la Guardia (en Barrio Sarmiento de Ciudad Celina), San José Obrero, San Carlos Borromeo e Inmaculada Concepción, Sagrado Corazón de Jesús (en Ciudad Celina) |